# Ang It-hong
Ang It-hong, (chino tradicional: 洪一峰, pinyin: Hóng Yīfēng; Pe̍h-ōe-jī: Âng It-hong), (Tainan, 30 de octubre de 1927-24 de febrero de 2010) fue un popular cantante, compositor y actor taiwanés. Se hizo famoso en la década de los años 1960 y continuó su carrera como actor durante más de tres décadas. La mayoría de sus obras son canciones en taiwanés, incluyendo «Kū Cheng Mi Mi» (旧情绵绵) y «Soaⁿ-teng O͘-kau Hiaⁿ» (山顶 黑狗 兄).
Ang murió víctima de un cáncer de páncreas el 24 de febrero de 2010.
La conocida banda taiwanesa Wuyue Tian (Mayday, o 五月天) realizó en 2011 una versión de la canción 寶島曼波 (El mambo de la Isla Preciosa o El mambo de Taiwán), compuesta por Ang It-hong en 1962. La canción es parte de álbum de la película Abba (Padre, 阿爸).